# Pseudinium aschersonianum
Pseudinium aschersonianum là một loài thực vật có hoa trong họ Lan. Loài này được (Brügger & Killias) P.F.Hunt miêu tả khoa học đầu tiên năm 1971.